# Médiateur du cinéma
Le médiateur du cinéma est un médiateur dont la fonction a été instituée en France en 1982 pour les questions relatives au cinéma. Il s'agit d'un conciliateur qui peut, le cas échéant, en cas d'échec de son intervention, se transformer en juge. En conséquence, ce médiateur fait partie des mal nommés par le législateur, puisqu'il est en réalité un arbitre du cinéma.

## Histoire
La fonction est créée par l'article 92 de la loi du 29 juillet 1982 relative à la communication audiovisuelle et définie par le décret d'application du 9 février 1983. Ces dispositions sont codifiées au Code du cinéma et de l'image animée respectivement aux articles L213-1 à L213-3 en 2009 et R213-1 à R213-11 en 2014.
Le médiateur du cinéma est considéré comme une autorité administrative indépendante par une étude du Conseil d'État de 2001, mais n'est plus reconnue comme telle par la loi du 20 janvier 2017 portant statut général des autorités administratives indépendantes.

## Liste des médiateurs
Les médiateurs du cinéma ont été successivement :
- 1983-1987 : Jean-Michel Galabert (d), conseiller d'État[a]
- 1987-1991 : Jacques Vistel, conseiller d'État[b]
- 1991-1992 : Sylvie Hubac, conseiller d'État[c]
- 1992-1996 : Yves Robineau (d), conseiller d'État[d]
- 1996-2006 : Francis Lamy (d), conseiller d'État[e],[f],[g]
- 2006-2011 : Roch-Olivier Maistre, conseiller-maître à la Cour des comptes[h],[i]
- 2011-2015 : Jeanne Seyvet (d), conseillère-maître à la Cour des comptes[j]
- 2015– : Laurence Franceschini[k],[l],[m]

## Champ d'intervention
Le médiateur du cinéma intervient lors de litiges concernant la diffusion des films en salle qui opposent les exploitants aux distributeurs. Il réunit les parties pour qu'elles trouvent une conciliation préalable, dans le respect des règles de la concurrence.
Le médiateur du cinéma est informé de toutes les décisions des Commissions départementales d'équipement commercial qui autorisent la création et l'extension de complexes cinématographiques de plus de 300 fauteuils. Il peut faire appel de ces décisions devant la Commission nationale d'équipement commercial.

## Du rappel à la loi, à l'injonction, jusqu'à la contrainte
Le médiateur rappelle l'existence des règles applicables, qu'elles soient relatives à la concurrence, aux pratiques commerciales, à l'exploitation des films en salles et à leur distribution.
Si l'accord amiable n'intervient pas, il dispose d'un pouvoir d'injonction.
En effet, en cas d'échec de la conciliation, et dans un délai maximum de deux mois à compter de la saisine, le médiateur du cinéma peut émettre une injonction. C'est une décision exécutoire qui s'impose aux parties. Le médiateur prescrit alors les mesures qui lui paraissent de nature à mettre fin à la situation litigieuse.